# خطوط ناورو الجوية
خطوط ناورو الجوية (بالإنجليزية: Nauru Airlines)، سابقا
طيران ناورو (بالإنجليزية: Air Nauru) هي الناقل الوطني لدولة
ناورو، يقع مقرها في مقاطعة يارين، ناورو.

## وجهات
ابتداء من مارس 2018، خطوط ناورو الجوية تدير خدماتها إلى الوجهات التالية:
| المدينة     | البلد      | المطار                    |
| ----------- | ---------- | ------------------------- |
| بريزبان     | أستراليا   | مطار بريزبان              |
| هونيارا     | جزر سليمان | مطار هونيارا الدولي       |
| ماجورو      | جزر مارشال | مطار جزر مارشال الدولي    |
| نادي (فيجي) | فيجي       | مطار نادي الدولي          |
| ضاحية يارين | ناورو      | مطار ناورو الدولي [قاعدة] |
| بونبي       | ميكرونيزيا | مطار بونبي الدولي         |
| تاراوا      | كيريبايتي  | مطار بونريكي الدولي       |

## الأسطول

### الأسطول الحالي
اعتبارا من شهر أكتوبر 2006، الأسطول يتكون من الطائرات التالية :
- بوينغ 737-300.

### أسطول سابق
كان أسطول الشركة مكونا من الطائرات التالية :
- بوينغ 727-100
- بوينغ 737-300
- بوينغ 737-400
- داسو فالكون 20
- فوكر إف 28 فلوشيب